# Rečna flotilja (Vojska Srbije)
Rečna flotilja (srbsko: Rečna flotila) je vojnomornariška flotilja (v rangu brigade), ki deluje v okviru Kopenske vojske Oboroženih sil Srbije.

## Zgodovina
Enota je bila ustanovljena 2. oktobra 2008; štab flotilje se nahaja v Novem Sadu, medtem ko se enote nahajajo tudi v Beogradu in Šabcu.

## Sestava
- Poveljstvo
- rečni minolovec RML-331
- rečni minolovec RML-341
- desantno-jurišni čoln 411
- splav za posebne namene BPN-30 "Kozara"
- rečni patruljni čoln RPČ-111
- Rečna postaja za razmagnetenje plovil RSRB-36 "Šabac"
- motorni patruljni čoln ČMP-22
- mostovni park PM M-71